# Michael Schneider (Schriftsteller)
Michael Schneider (* 4. April 1943 in Königsberg) ist ein deutscher Schriftsteller und Publizist.

## Leben und Wirken
Michael Schneider ist ein Sohn des Komponisten und Dirigenten Horst Schneider; sein Bruder ist der Schriftsteller Peter Schneider. Bei Kriegsende floh die Mutter Anneliese geb. Rademacher mit den vier Kindern nach Westdeutschland, und Michael Schneider wuchs in Grainau/Oberbayern und nach dem Tod der Mutter (1907–1948) und der Wiederverheiratung des Vaters ab 1950 in Freiburg im Breisgau auf.
Durch die Studienstiftung des deutschen Volkes gefördert, begann er nach dem Abitur ein Studium der Naturwissenschaften an den Universitäten in Freiburg im Breisgau und in Paris, das er nach dem Vordiplom abbrach, um 1968 zur Freien Universität Berlin zu wechseln. Dort studierte er Philosophie, Soziologie und Religionswissenschaft.
Gleichzeitig engagierte er sich in der Studentenbewegung, als deren Teil, Sprachrohr und Kritiker er sich verstand. Gemeinsam mit seiner Schwester Barbara und seinem Bruder Peter gründete er das erste Sozialistische Straßentheater in Westberlin. Als Literaturkritiker und politischer Publizist schrieb er für die edition Voltaire, konkret, Kursbuch, Literaturmagazin und diverse Rundfunksender, später auch für die Zürcher Weltwoche und die FAZ.
Zwischen 1970 und 1971 gehörte Schneider zum Kaderstamm der maoistischen Proletarische Linke/Parteiinitiative (PL/PI). Eine kritische Bilanz seiner Erfahrungen als Betriebskader zog er in dem vielbeachteten Kursbuch-Aufsatz „Gegen den linken Dogmatismus, eine ‚Alterskrankheit‘ des Kommunismus“ (u. a. nachgedruckt in Les Temps modernes, Paris 1971).
1971/72 arbeitete Schneider als Lektor im Verlag Klaus Wagenbach. 1974 promovierte er mit einer Arbeit über Karl Marx und Sigmund Freud bei Klaus Heinrich vom Religionswissenschaftlichen Institut der Freien Universität Berlin. Seine Doktorarbeit Neurose und Klassenkampf. Materialistische Kritik und Versuch einer emanzipativen Neubegründung der Psychoanalyse wurde zum wissenschaftlichen Bestseller der Studentenbewegung und in alle Weltsprachen übersetzt. Historisch-politische Argumentation mit tiefenpsychologischen Erklärungsmustern zu verbinden sollte fortan zu einem Charakteristikum des Essayisten Michael Schneider werden.
Von 1975 bis 1978 arbeitete Schneider als Dramaturg und Hausautor am Hessischen Staatstheater Wiesbaden. Sein 1977 uraufgeführtes Bühnenstück Die Wiedergutmachung Oder wie man einen verlorenen Krieg gewinnt behandelte ein Tabuthema der deutschen Geschichte, nämlich die Rolle der deutschen Industrie und Hochfinanz während der NS-Zeit und der Wiederaufstieg der – zunächst als „Kriegsverbrecher“ angeklagten – ehemaligen „Wehrwirtschaftsführer“ und Großindustriellen in der Bundesrepublik Deutschland. Das Stück löste einen Theaterskandal aus und wurde trotz ausverkaufter Vorstellungen nicht in die nächste Spielzeit übernommen. Erst zehn Jahre später wurde es am Hessischen Staatstheater Darmstadt wieder aufgeführt.
1978 kündigte Schneider seinen Vertrag mit dem Hessischen Staatstheater Wiesbaden und lebte seither als freier Schriftsteller in Wiesbaden. Hier lernte er die Grundschullehrerin Ingeborg geb. Dienstbach kennen, die drei Kinder aus erster Ehe hatte. Sie heirateten 1981. Als geistige Anregerin und kritische Lektorin begleitete sie die meisten seiner Bücher, Essays, Theaterstücke und Projekte. Sie starb 2004.
1980 erschien Schneiders literarisches Debüt Das Spiegelkabinett, eine klassisch gebaute, im Milieu der Zauberkünstler spielende Novelle über eine abgründige Bruderbeziehung, zugleich eine Parabel auf eine in den Irrationalismus abgleitende Gesellschaft. „Diese Geschichte ist ein Ereignis“, schrieb Marcel Reich-Ranicki in der FAZ.
Ab 1981 war Schneider ständiger Mitarbeiter der ZDF-Matinee, für die er Drehbücher – u. a. über Balzac, Büchner, Bettina von Arnim, Arnold Zweig und Kafka – schrieb. 1984 schrieb er auch Gastkolumnen für die Zürcher Weltwoche.
1986 war Schneider Writer in Residence am German Department der University of Warwick (Großbritannien), 1988/89 Writer in Residence am Deutschen Haus New York. 1987 und 1988 erhielt er ein Reisestipendium des Progress-Verlages in Moskau.
1989, nach zwei ausgedehnten Studienreisen durch die Sowjetunion der Perestroika-Ära, die ihn mit vielen Vertretern der sowjetischen Kriegsgeneration zusammenbrachte, publizierte Schneider zusammen mit seinem Freund und Reisebegleiter, dem russischen Schriftsteller und Orientalisten Rady Fisch, das Buch Iwan der Deutsche. Eine deutsch-sowjetische Reise aus der Vergangenheit in die Gegenwart. Diesem folgte 1989 Schneiders wissenschaftlicher Essay „Das Unternehmen Barbarossa“, in dem er, basierend auf seinen eigenen Recherchen und auf den Forschungsarbeiten des Militärgeschichtlichen Forschungsamts in Freiburg, in sehr gedrängter Form beschreibt, was der deutsche Überfall und die deutsche Okkupation für die sowjetischen Völker bedeutete.
1992 bilanzierte Schneider das Scheitern des sowjetischen Staatssozialismus in der großen wissenschaftlichen Studie Das Ende eines Jahrhundertmythos.
Seit 1991 lehrte Schneider als Dozent und seit 1995 als Professor für Text, Dramaturgie und Stoffentwicklung an der Filmakademie Baden-Württemberg im Fachbereich Drehbuch. Sein literarisches Schaffen und Literaturverständnis wurde durch die berufsmäßige Beschäftigung mit der Filmkunst und Filmgeschichte wesentlich erweitert und bereichert.
In den 1990er Jahren entdeckte er für sich ein neues literarisches Genre: den historischen Roman. 2001 erschien Der Traum der Vernunft, eine Romanbiografie über den deutschen Jakobiner Eulogius Schneider, der vom glühenden Anhänger der großen Freiheits- und Gleichheitsideale zuletzt zum Mann der Terreurs wurde und als Öffentlicher Ankläger des Revolutionsgerichts mit der fahrbaren Guillotine das Elsass heimsuchte – eine exemplarische Geschichte über den Gewaltidealismus und das Umkippen einer großen Utopie.
2007 folgte, gleichsam als satirisch-leichtfüßiges Gegenstück, Das Geheimnis des Cagliostro, ein historischer Schelmenroman über den genialischen Hochstapler, Freimaurer, Magier, Wunderheiler und größten Event-Künstler des 18. Jahrhunderts, Graf Alessandro Cagliostro. Aus den Armenvierteln Palermos stammend, wurde er zum gefeierten Idol seiner Epoche, und sein „Ägyptischer Orden“, der Orient und Okzident versöhnen wollte, zur Attraktion des europäischen Adels und Freimaurertums. Wie schon in seiner Novelle Das Spiegelkabinett und in seinem Roman Der Traum der Vernunft setzte sich Schneider, der von Jugend an selbst passionierter Zauberkünstler ist (und seine Lesungen oft mit magischen Einlagen garniert), in diesem Roman noch einmal mit der „Nachtseite der Vernunft“, d. h. mit der Verführbarkeit der Menschen durch (Massen-)Suggestion, Geniekult und Irrationalismus auseinander.
2016 erschien sein stark autobiografisch beeinflusster Roman Ein zweites Leben. Protagonist ist ein Kulturwissenschaftler namens Fabian Fohrbeck, der nach dem plötzlichen Tod seiner Frau in eine Lebens- und Sinnkrise gerät und eine psychosomatische Klinik aufsucht, in der er langsam wieder zu sich selbst findet. In den Begegnungen und Gesprächen mit seinen Mitpatienten – viele von ihnen sind erschöpft und ausgebrannt – entsteht das paradoxe Bild einer Gesellschaft, die mit technischen Mitteln immer mehr Zeit einspart und doch keine mehr hat.
Michael Schneider ist Mitglied des Verbandes deutscher Schriftsteller und des PEN-Zentrums Deutschland. Er erhielt neben verschiedenen Literaturstipendien 1980 den aspekte-Literaturpreis für Das Spiegelkabinett und 2010 den George-Konell-Preis für sein Lebenswerk. Des Weiteren ist er Mitglied im Wissenschaftlichen Beirat von Attac, Mitglied des Willy-Brandt-Kreises und des Magischen Zirkels Berlin e. V. Er lebt und arbeitet in Berlin.

## Werke

### Wissenschaftliche Arbeiten und Essays
- Malcolm X, Revolution der Sprache, Sprache der Revolution. edition Voltaire, Berlin 1968.
- Der Spiegel Oder: Die Nachricht als Ware. Zusammen mit Eckard Siepmann. edition Voltaire, Berlin 1969.
- Neurose und Klassenkampf. Materialistische Kritik und Versuch einer emanzipativen Neubegründung der Psychoanalyse. Rowohlt, Reinbek bei Hamburg 1973 (Das neue Buch. Band 26).
- Die lange Wut zum langen Marsch. Reinbek bei Hamburg 1975.
- Den Kopf verkehrt aufgesetzt oder Die melancholische Linke. Darmstadt u. a. 1981.
- Das Gespenst der Apokalypse und die Lebemänner des Untergangs. Frankfurt am Main 1984.
- Nur tote Fische schwimmen mit dem Strom. Essays, Aphorismen und Polemiken. Köln 1984.
- Die Wiedergutmachung oder Wie man einen verlorenen Krieg gewinnt. Schauspiel mit Dokumentation. Köln 1985.
- Das „Unternehmen Barbarossa“. Die verdrängte Erblast von 1941 und die Folgen für das deutsch-sowjetische Verhältnis. Sammlung Luchterhand, Frankfurt am Main 1989.
- Die abgetriebene Revolution. Von der Staatsfirma in die DM-Kolonie. Berlin 1990.
- Das Ende eines Jahrhundertmythos. Eine Bilanz des Staatssozialismus. Köln 1992.
- Vor dem Dreh kommt das Buch. Die hohe Schule des filmischen Erzählens. Gerlingen 2001, 2., vollst. überarbeitete Auflage 2007 (Praxis Film, Band 12).

Außerdem: Mitarbeit in über 70 Anthologien, Zeitschriften, Periodika, Lexika usw.

### Novellen und Romane
- Das Spiegelkabinett. Eine Zaubernovelle. München 1980.
- Die Traumfalle. Künstlernovellen. Köln 1987.
- mit Rady Fish: Iwan der Deutsche. Eine deutsch-sowjetische Reise aus der Vergangenheit in die Gegenwart. Frankfurt am Main 1989.
- Der Traum der Vernunft. Roman eines deutschen Jakobiners. Köln 2001.
- Das Geheimnis des Cagliostro. Köln 2007.
- Ein zweites Leben. Roman. Köln 2016.

### Theaterstücke
- Die Freiheit stirbt zentimeterweise. Szenen, Songs und Texte zum „Radikalen-Erlass“. UA: Hessisches Staatstheater Wiesbaden, 1976, Regie: Horst Siede.
- Die Wiedergutmachung Oder wie man einen verlorenen Krieg gewinnt, UA: Hessisches Staatstheater Wiesbaden, 1977, Regie: Hermann Kleinselbeck.
- Eine glatte Million, Songspiel nach Nathanael West, UA: Hessisches Staatstheater Wiesbaden, 1978. Regie: Karl Heinz Roland, Benjamin Korn, Jürgen Kloth.
- Luftschloss unter Tage. Stück in vier Akten, UA: Landestheater Tübingen, 1982, Regie: Peter Kock.
- Das Beil von Wandsbek. Drama nach Arnold Zweig. UA: Hessisches Staatstheater Darmstadt 1986, Regie: Jens Pesel.
- Völker leert die Regale – eine deutsch-deutsche Narren-Revue. UA: Städtische Bühnen Münster 1993, Regie: Dieter Neuenburg.

### Drehbücher und Fernseh-Features
- „Balzacs Totenklage“, ZDF-Matinee, 8. August 1982
- „Franz Kafka – ein Fall von literarischer Selbstjustiz“, ZDF-Matinee, 3. Juli 1983
- „Die Stadtschreiber. Zum 200. Geburtstag der Bettine von Arnim – Kobold in Preußen“, ZDF, 8. April 1985, Regie: Karl-Heinz Deickert
- „Die Stadtschreiber. Zum 150. Todestag von Georg Büchner. Das Leben wird ein Epigramm“, ZDF, 22. Februar 1987, Regie: Wolfgang F. Henschel
- „Die Stadtschreiber. Zum 100. Geburtstag von Arnold Zweig, Teiresias im Exil“, ZDF, 8. November 1987, Regie: Wolfgang F. Henschel
- „Deutsche Priester in der französischen Revolution“, SDR, 1989, Regie: Boris Penth
- „Die Stadtschreiber. Die Dichter und die Räterepublik.“ ZDF, 13. Mai 1990. Regie: Wolfgang F. Henschel